# Scandic Triangeln
Scandic Triangeln är ett hotell inrymt i Hotell Triangeln, vid Triangeln i centrala Malmö. Intill ligger Triangelns köpcentrum och Triangelns station.
Hotellet har totalt 216 rum fördelade på byggnadens tjugo våningar. Högst upp finns gym och bastu. Hotellet erbjuder också möteslokaler, en festvåning samt en restaurang i bottenplan.